# Detarame Hero
Detarame Hero (でたらめヒーロー?) è una serie televisiva giapponese del 2013, trasmessa su Nippon Television.

## Trama
L'infantile, perditempo e peraltro disoccupato Kenta, dopo aver mangiato dei particolari dolcetti, assume il potere di un supereroe; un suo amico, il poliziotto Shunji, dopo avere scoperto tale segreto costringe Kenta a utilizzare le sue nuove abilità a favore della giustizia, ma quest'ultimo è il primo a dubitare di essere la persona adatta allo scopo.